# Na Dobrošově
Na Dobrošově (deutsch: Eichichtwald) im östlichen Fichtelgebirge ist ein nahezu vollständig mit Fichtenforsten bedecktes Waldgebiet. Ursprünglich war der Eichichtwald eine Forstabteilung des Liebensteiner Forstes. Erst nach der Neueinteilung durch die tschechoslowakischen Behörden wurde dieses Waldgebiet als Na Dobrošově bezeichnet.
Als tschechischer Teil der Selb-Wunsiedler Hochfläche ist er eine flach gewellte Hügellandschaft in 450 bis 552 m n.m. Naturräumlich gehört er zur Hazlovská pahorkatina (deutsch etwa: Haslauer Hügelland), einer Untereinheit der etwas über das landläufig als Fichtelgebirge bezeichnete Gebiet hinausgehenden geomorphologischen Haupteinheit Smrčiny (deutsch: Fichtelgebirge) nach tschechischem System.

## Geographie
Der Na Dobrošově erstreckt sich im Norden von Libá entlang des Libský potok nach Süden bis zur Staatsgrenze zu Deutschland und reicht im Osten bis Hůrka (deutsch: Riehm).
Nordwestlich dieses Gebietes liegt der Libský les (deutsch: Liebensteiner Revier), östlich der Luženský les (deutsch: Kammerwald).

## Geologie
Geologisch besteht der Gebirgsstock im Wesentlichen aus Granit. Die Geschichte seiner Orogenese beginnt im Präkambrium vor etwa 750–800 Millionen Jahren – fast 20 % der Erdgeschichte deckt das Gebirge ab, was nur auf wenige der heute noch bestehenden Rumpfgebirge zutrifft. Der Gebirgsstock ist vielfach von Basaltkegeln durchsetzt.

## Berge
Höchster Berg im Na Dobrošově ist Na Vršíčku (deutsch: Steinbühl) mit 552 m n.m.
- Weitere Berge siehe Selb-Wunsiedler Hochfläche.

## Ortschaften
Kleinere Orte wie Hůrka (deutsch Riehm, früher Riem) und viele Weiler und Einöden liegen verstreut im Na Dobrošově.

## Gewässer
Der Flusslauf Libský potok sowie Weiherketten am nördlichen und südlichen Rand des Waldes.

## Karten
- Mapy.Cz